# Duo Piti
Das Duo Piti ist ein Tanz- und Akrobatikduo aus Hannover.

## Geschichte
Der Name „Piti“ setzt sich zusammen aus den Vornamen der beiden Artisten Pierre Büchner (* 30. November 1993) und Timo Gödeke (* 25. März 1993). Aufgewachsen sind beide in Ahlten bei Hannover. Pierre Büchner hat das Turnen in die Wiege gelegt bekommen. Sein Vater, Ralf Büchner erzielte 1991 den Weltmeistertitel im Turnen am Reck. Timo Gödeke begann mit 8 Jahren mit der Sportakrobatik.
Im Sommer 2012 entschieden sich beide, nach einem gemeinsamen Urlaub zusammen in Hannover-Badenstedt zu trainieren. Im November 2014 wurde die Show Happy unter dem Namen „Duo Piti“ zum ersten Mal vor Publikum aufgeführt. Es folgten weitere Auftritte bei Großveranstaltungen, Galas und im Fernsehen.
Im Sommer 2015 gewann das Duo Piti die ProSieben-Castingshow Got to Dance als „Bester Dance Act Deutschlands“. Als Duo zeigten sie Choreographien zwischen zwei Männern, etwas bis dahin ungesehenes im deutschen Fernsehen. Im Oktober 2015 traten sie als Gaststars im Circus Roncalli auf. Gemeinsam mit dem Ensemble des Feuerwerk der Turnkunst ging das Duo Piti Anfang 2016 auf Deutschlandtournee mit der Tour Imagine. Im Sommer 2017 hatten sie ihr Theaterdebüt im GOP Varieté-Theater Hannover mit der Show Metropolitan. Mit ihren Darbietungen aus Tanz und Akrobatik sind sie inzwischen europaweit auf der Bühne und in Fernsehproduktionen zu sehen.

## Erfolge und Referenzen

### Fernsehshows
- Got to Dance (Deutschland)[1]
- It's Showtime – Das Battle der Besten (Deutschland)[2]
- La France a un incroyable Talent (Frankreich)[3]
- Das Supertalent (Deutschland)[4]

### Bühnenshows
- Feuerwerk der Turnkunst, Deutschlandtournee 2016 „Imagine“[5]
- Circus Roncalli, Gastauftritt[6]
- GOP Varieté-Theater Hannover, Show „Metropolitan“[7]

## Dinner- & Galashows
- Happy
- Imagine
- Metropolitan
- Lucifer
- Slip
- Two Men in Love